# Abu Zaiane Maomé IV
Abu Zaiane Maomé IV ibne Abi Faris Abdalazize (em árabe: أبو زَيَّان محمد بن أبي فارس عبد العزيز; romaniz.: Abū Zaiiān Muhammad ibn Abi Faris Abd al-Aziz) foi o sultão do Império Merínida de 23 de outubro de 1372 a 18 de junho de 1374.

## Vida
Abu Zaiane Maomé ascendeu ao trono em 23 de outubro de 1372, quando ainda era menor de idade, devido à morte de seu pai, o sultão Abu Faris Abdalazize I. Seu pai fez amizade com ibne Alcatibe, ex-vizir de Maomé V de Granada, e durante o governo de Abu Zaiane Maomé IV, Alcatibe esteve seguro. Maomé V enviou dois príncipes merínidas ao sultanato, que mantinha cativos em Granada: Amade ibne Abdalazize e Abderramão ibne Iaflucine, e os apoiou na tomada do controle do norte do país. Abu Zaiane Maomé foi sucedido em 18 de junho de 1374 por Abu Alabás Amade Almostancir. Abu Alabás Amade tornou-se sultão de Fez, enquanto Abderramão tornou-se o sultão independente de Marraquexe. Alcatibe foi preso e em 1375 foi estrangulado até a morte enquanto estava em cativeiro.